# Objectius de desenvolupament sostenible

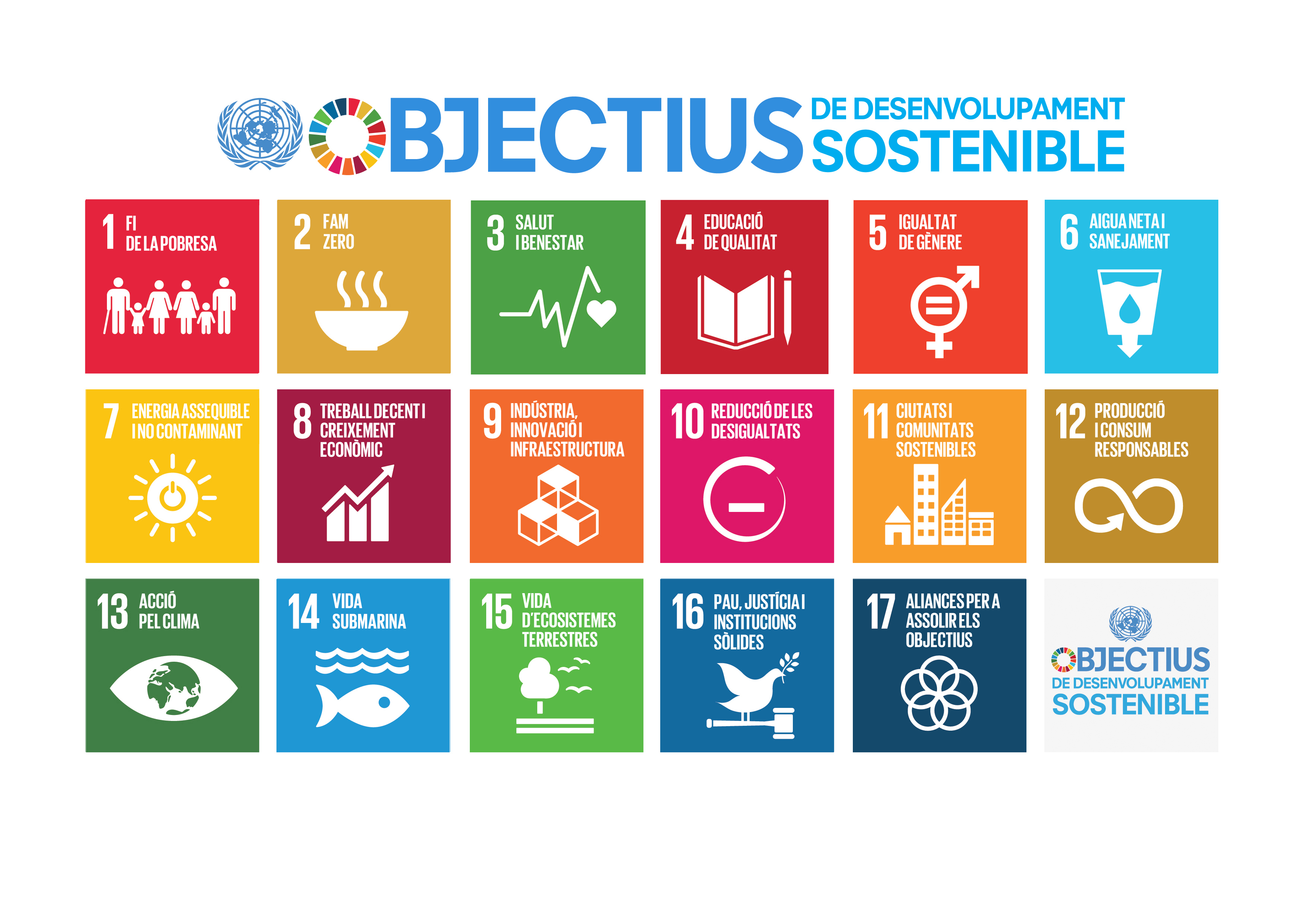
Cartell amb les icones dels 17 ODS (Font: Respon.cat)

Els objectius de desenvolupament sostenible (ODS), oficialment coneguts mitjançant l'agenda per Transformar el nostre món: l'Agenda 2030 pel Desenvolupament Sostenible, són un conjunt d'objectius relacionats amb el desenvolupament sostenible, creats per les Nacions Unides i promoguts com a objectius mundials per al desenvolupament sostenible. Substitueixen els objectius de desenvolupament del mil·lenni (ODM), que caducaren a final de 2015. Els ODS són vàlids de 2015 a 2030. Hi ha 17 objectius i 169 metes específiques per a aquests objectius. L'Agenda 2030 és una agenda transformadora, que posa la igualtat i la dignitat de les persones al centre i és una crida per a canviar el nostre estil de desenvolupament, respectant el medi ambient.

## Diferències amb els objectius de desenvolupament del mil·lenni
A diferència dels objectius de desenvolupament del mil·lenni, ODM, que van ser elaborats per un grup d'experts a porta tancada, els ODS són el resultat d'un procés de negociació que va involucrar 193 estats i la participació sense precedents de la societat civil amb una representació àmplia dels punts de vista de les diverses parts interessades, ONG, altres empreses, etc. Mentre que els ODM es van centrar principalment en l'agenda social, els ODS són d'ampli abast i s'hi abordaran de manera interconnectada els elements del desenvolupament sostenible: l'economia, la inclusió social i la protecció del medi ambient. Per altra banda, mentre que els ODM estaven dirigits als països en desenvolupament, els ODS es dirigeixen a tots els països (primer i quart, segon, tercer món).

## Objectius
L'agost de 2015, 193 països van acordar els 17 objectius següents, que cal assolir per l'any 2030:
1. ODS 1. Fi de la pobresa: Posar fi a la pobresa en totes les seves formes a tot arreu.[6]
2. ODS 2. Fam zero: Posar fi a la fam i la inanició, aconseguir la seguretat alimentària, millorar la nutrició i promoure una agricultura sostenible.[7]
3. ODS 3. Salut i benestar. Garantir una vida sana i promoure el benestar per a totes les edats.[8]
4. ODS 4. Educació de qualitat: Garantir una educació inclusiva per a tots i promoure oportunitats d'aprenentatge duradores que siguin de qualitat i equitatives.
5. ODS 5. Igualtat de gènere: Aconseguir la igualtat de gènere a través de l'enfortiment de dones adultes i joves.
6. ODS 6. Aigua neta i sanejament. Garantir la disponibilitat i una gestió sostenible de l'aigua i de les condicions de sanejament a tothom.[9]
7. ODS 7. Energia neta i assequible: Garantir l'accés de totes les persones a fonts d'energia assequibles, fiables, sostenibles i renovables.[10]
8. Treball digne i creixement econòmic: Promoure un creixement econòmic sostingut, inclusiu i sostenible, una ocupació plena i productiva, i un treball digne per a totes les persones.
9. Innovació i infraestructures: Construir infraestructures resistents, promoure una industrialització inclusiva i sostenible i fomentar la innovació.
10. Reducció de la desigualtat: Reduir la desigualtat entre i dins dels països.
11. Ciutats i comunitats sostenibles: Crear ciutats sostenibles i poblats humans que siguin inclusius, segurs i resistents.
12. Consum responsable: Garantir un consum i patrons de producció sostenibles.
13. Lluita contra el canvi climàtic: Combatre amb urgència el canvi climàtic i els seus efectes.
14. Flora i fauna aquàtiques: Conservar i utilitzar de forma sostenible els oceans, mars i recursos marins per a un desenvolupament sostenible.
15. Flora i fauna terrestres: Protegir, restaurar i promoure l'ús sostenible dels ecosistemes terrestres, gestionar els boscos de manera sostenible, combatre la desertificació, i detenir i revertir la degradació de la terra i detenir la pèrdua de la biodiversitat.
16. Pau i justícia: Promoure societats pacífiques i inclusives per aconseguir un desenvolupament sostenible, proporcionar a totes les persones accés a la justícia i desenvolupar institucions eficaces, responsables i inclusives a tots els nivells.
17. Aliances per als objectius mundials: Enfortir els mitjans per implementar i revitalitzar les associacions mundials per a un desenvolupament sostenible.

## Desenvolupament dels ODS a Catalunya
El Govern de Catalunya va elaborar el 2019 el Pla nacional per a la implementació de l'Agenda 2030 a Catalunya, que va promoure un procés participatiu amb diferents actors socials del país, amb l'objectiu d'implementar els ODS a Catalunya, i amb el que es va constituir l'Acord nacional per a l'Agenda 2030, que pretén aglutinar i coordinar els diferents actors. Per aconseguir estendre l'Acord es crea l'any 2020 l'Aliança Catalunya 2030, que s'obre a tota la ciutadania i entitats per tal que s'hi adhereixen formalment.
La Generalitat de Catalunya va presentar el 28 de setembre de 2020 els indicadors dels objectius per al desenvolupament sostenible (ODS) a Catalunya. Aquests indicadors, incorporats a l'estadística oficial, han de permetre fer el seguiment i l'avaluació del grau de compliment dels ODS al país i han estat calculats d'acord amb els criteris metodològics d'Eurostat. La iniciativa ha estat conjunta de l'Institut d'Estadística de Catalunya (IDESCAT) i el Consell Assessor per al Desenvolupament Sostenible (CADS), adscrit al Departament d'Acció Exterior, Relacions Institucionals i Transparència.